# The Trooper
«The Trooper» (в переводе с англ. — «Кавалерист») — девятый сингл британской хеви-метал-группы Iron Maiden, второй сингл альбома Piece of Mind. Сингл также был издан в 2005 году с концертного альбома Death on the Road, записанного в Дортмунде. В июне 1983 года сингл достиг позиции # 12 в британских чартах синглов. Переизданный сингл занял позицию # 5 в августе 2005 года.
Эта песня написана по мотивам поэмы Альфреда Теннисона «Charge of the Light Brigade» («Атака лёгкой бригады» или «Атака кавалерийской бригады»). Речь в ней идёт о британском солдате во время Балаклавского сражения, которое произошло в ходе Крымской войны.

«Песня основана на Крымской войне, где британцы воевали против русских. Вступление — это попытка воссоздать лошадиный галоп во время атаки лёгкой кавалерии. Это атмосферная песня.» — Стив Харрис
Оригинальный текст (англ.)Based on the Crimean war with the British against the Russians. The opening is meant to try and recreate the galloping horses in the charge of the light brigade. It’s an atmospheric song.

## Сингл

### Запись
Как и альбом Piece of Mind, песня The Trooper была записана в Нассау, столице Багамских островов, в Compass Point Studios.

### Обложка

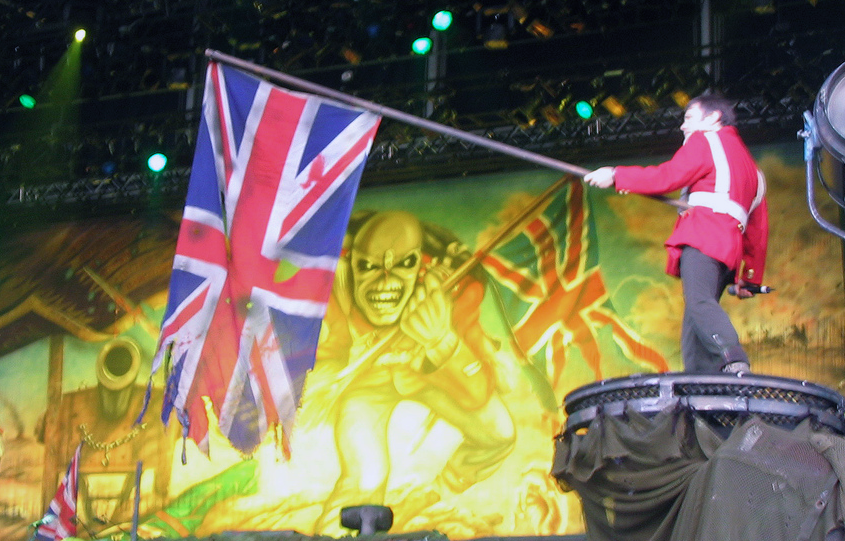
Брюс Дикинсон исполняет The Trooper. 2007 год

На обложке сингла изображен лысый Эдди в форме британского солдата времен Крымской войны с флагом Великобритании в руках. Брюс Дикинсон, вокалист группы, исполняя эту песню на концертах, часто выходит на сцену со знаменем Великобритании, искусственно испачканным пороховой копотью, пылью и простреленным, при этом Брюс почти всегда одет в форму пехотинца британской армии времён Крымской войны.
В 2013 году группа выпустила собственное пиво «Trooper», названное в честь одноимённой песни. На этикетке использован рисунок с обложки сингла.

## Значение
По результатам опроса читателей издательства TeamRock гитарный рефрен «The Trooper» в 2017 году вошёл в число двадцати величайших гитарных риффов всех времён. В марте 2023 года группа авторов американского издания Rolling Stone включила песню в список «100 величайших хеви-метал песен всех времён». В этом рейтинге она заняла 21-ю позицию.

## Список композиций
- Сингл 1983 года

1. The Trooper (Стив Харрис) — 04:11
2. Cross-Eyed Mary — 03:15

- Переиздание 2005 года

1. «The Trooper» (live) (Стив Харрис) — 4:12
2. «The Trooper» (Стив Харрис) — 4:10
3. «Prowler» (live) (Стив Харрис) — 4:24
4. «Another Life» (live) (Стив Харрис)
5. «Murders in the Rue Morgue» (live) (Стив Харрис)
6. «The Trooper» (live video) (Стив Харрис) — 4:12
7. «The Trooper» (клип) (Стив Харрис) — 4:10

### Участники записи
- Брюс Дикинсон — вокал
- Дэйв Мюррей — гитара
- Эдриан Смит — гитара
- Стив Харрис — бас-гитара
- Нико МакБрэйн — ударные